# The Seven Vagabonds
The Seven Vagabonds, deutsch Die sieben Vagabunden, ist eine 1832 erschienene Erzählung des amerikanischen Schriftstellers Nathaniel Hawthorne.
Ihr Ich-Erzähler, ein junger Wanderer, wird von einem Sommerregen überrascht und sucht im Wohnwagen eines Puppenspielers Zuflucht. Nach und nach gesellen sich noch ein Kartenleger, ein Zigeunermädchen, und anderes fahrendes Volk zu ihnen. Der Erzähler ist von dieser Gesellschaft sehr angetan und will sich ihr als wandernder Geschichtenerzähler anschließen, doch nach nur kurzer Zeit gehen alle sieben „Vagabunden“ wieder ihrer Wege. The Seven Vagabonds war vermutlich ursprünglich nicht als eigenständiges Werk konzipiert, sondern Teil der Rahmengeschichte eines geplanten Erzählzyklus, den Hawthorne aber schließlich nicht fortführte. Im Kanon der Erzählungen Hawthornes nimmt The Seven Vagbonds eine Randstellung ein und ist bisher nur von wenigen Literaturwissenschaftlern mit einer eingehenden Analyse bedacht worden. Michael J. Colacurcio meldete 1984 ein Forschungsdesiderat an, die Geschichte sei bislang „unterinterpretiert,“ Helmut Schwarztrauber bezeichnete sie 2000 als „im Allgemeinen und mit Hinblick auf die poetologische Substanz unterschätzt“. Allen vorliegenden Arbeiten ist gemein, dass sie sich auf poetologische Aspekte konzentrieren, insbesondere auf die Konstruktion der Erzählerfigur und ihre Aussagen zum Wesen des Geschichtenerzählens. Oft wird sie zugleich als autobiographisches Dokument des von Selbstzweifeln geplagten angehenden Schriftstellers Nathaniel Hawthorne gelesen.

## Inhalt
Ich-Erzähler der Geschichte ist ein achtzehnjähriger Wanderer ohne bestimmtes Ziel. An einem Sommernachmittag (aber „im Frühling meines Lebens“) gelangt er an eine Wegkreuzung. Geradeaus liegt Boston, linkerhand führt eine Straße zum Meer, rechterhand eine nach Stamford und weiter nach Kanada. Er ist unentschlossen, welchen Weg er einschlagen soll, und als dunkle Wolken heraufziehen, sucht er erst einmal Zuflucht in einem seltsamen Gefährt am Wegesrand, der Schaubude eines fahrenden Puppenspielers. Für eine „kleine Silbermünze“ wird er eingelassen und mit einer kurzen, aber eindrucksvollen Vorstellung des Puppentheaters geehrt. Eine dritte Gestalt macht sich im Wagen bemerkbar, ein fliegender Buchhändler und zugleich Dichter, der eine Ecke des Wagens angemietet hat und dem jungen Wanderer sogleich einen Band seiner eigenen Werke andreht. Nach und nach füllt sich der Wagen mit immer mehr „Fahrenden,“ die ein trockenes Plätzchen suchen: ein Zigeuner mit einer Geige und einem Guckkasten, sein tanzendes Mädchen, ein Kartenleger sowie ein Indianer mit Pfeil und Bogen, der sich auf Jahrmärkten mit dem Zielschießen auf Münzen sein Brot verdient.
Jeder der „Vagabunden“ zeigt eine Kostprobe seines Könnens, und es stellt sich heraus, dass sie alle auf dem Weg zu einem camp meeting in Stamford sind (also zu einer der unter freiem Himmel veranstalteten Großveranstaltungen einer der verschiedenen Erweckungsbewegungen, die im frühen 19. Jahrhundert in den Vereinigten Staaten oft tausende Gläubige anzogen); dort wollen sie am Rande des Geschehens für bezahlte Unterhaltung sorgen. Der Erzähler ist verzückt von seinen Weggefährten und will sich ihnen anschließen, diese fragen ihn jedoch, mit welcher Kunst er sein Auskommen zu verdienen gedenke. Er verkündet darauf, dass er sich als Geschichtenerzähler durchschlagen wolle, und beginnt auch gleich, in Gedanken eine Geschichte zu erfinden, schon weil er glaubt, seine Fähigkeit wohl schon bald unter Beweis stellen zu müssen.
Als der Regen aufhört, machen sich die sieben gemeinsam auf den Weg nach Stamford. Nach kurzer Wanderschaft kommt ihnen ein Methodistenprediger entgegen, der ihnen berichtet, dass das camp meeting abgebrochen worden sei. Die Gruppe hat somit ihr gemeinsames Ziel verloren und löst sich sogleich auf. Der Erzähler schließt sich dem Indianer an und macht sich mit ihm auf den Weg zur Küste.

## Werkzusammenhang
The Seven Vagabonds erschien erstmals gegen Ende 1832 im literarischen Almanach The Token für das Jahr 1833; das Titelblatt des Bandes zeigt zwar das Jahr 1833 an, doch es ist sicher, dass er schon vor Weihnachten 1832 im Buchhandel erhältlich war. Wie alle seine Werke bis zum Erscheinen des ersten Bandes der Twice-Told Tales 1837 veröffentlichte Hawthorne auch diese Erzählung zunächst anonym; sie ist aber mit dem Hinweis versehen, dass sie vom selben Autor sei wie die im Jahrgang zuvor im Token erschienene Erzählung The Gentle Boy. 1842 nahm Hawthorne sie schließlich in den zweiten Band der Twice-Told Tales auf. Für diese Fassung letzter Hand strich er eine kurze Passage, in der das Zigeunermädchen eine Leiter hochsteigt und dabei mehr als bloß die Knöchel dem Blick preisgibt, was den Erzähler sichtlich in Verlegenheit bringt. Diese Streichung mag Hawthornes Verlobung mit Sophia Peabody 1839 geschuldet sein.
Die thematische und narrative Anlage der Geschichte sowie Parallelen zu anderen Werken Hawthornes aus dieser Zeit lassen vermuten, dass sie ursprünglich nicht als eigenständiges Werk konzipiert war, sondern ein Teil, womöglich der Beginn, eines größeren geplanten Werkes war, das Hawthorne letztlich jedoch aufgab. Wahrscheinlich ist, dass sie Teil der Rahmenerzählung eines Erzählzyklus war, in die in sich abgeschlossene kurze Binnenerzählungen eingebettet waren. Eine solche Binnenerzählung mag sich unmittelbar an The Seven Vagabonds angeschlossen haben, denn der Ich-Erzähler bekundet gegen Ende der Erzählung, dass er eine Geschichte aushecke, die er aber schließlich doch nicht erzählt.
Hawthorne hatte zuvor zum Beginn seiner schriftstellerischen Laufbahn bereits zwei Erzählzyklen verfasst, Seven Tales of My Native Land (um 1826–27) sowie Provincial Tales (um 1828–1830), jedoch für keinen der beiden einen Verleger gefunden. Er vernichtete schließlich die Manuskripte bis auf einige Einzelerzählungen, die er später, herausgelöst aus ihrem Werkzusammenhang, in verschiedenen Publikationen wie dem Token doch noch veröffentlichte. Ebenso erging es seiner nächsten Sammlung, deren Titel bekannt ist, wenn sie auch ebenso wenig veröffentlicht wurde wie die beiden zuvor und heute ebenfalls verloren ist, nämlich The Story Teller (fertiggestellt 1834). Es ist denkbar, aber schon wegen des Publikationsdatums unwahrscheinlich, dass The Seven Vagabonds Teil der endgültigen Fassung des Story Teller vorgesehen war. Alfred Weber zufolge könnte es sich zwar auch um eine bloße Vorstudie handeln, die nicht zwingend auf eine geplante Vollendung hinausweist, wahrscheinlicher ist aber, dass sie einen letztlich verworfenen „ersten Versuch“ des Story Teller darstellt. Nelson F. Adkins vermutet, dass Hawthorne The Seven Vagabonds für die Einzelpublikation im Token nochmals redigierte und der Erzählung einen neuen Schluss gab.
Jedenfalls weist sie auffällige thematische Überschneidungen zu einer Reihe von separat publizierten Texten Hawthornes aus dieser Zeit auf, namentlich zu der Erzählung The Canterbury Pilgrims (1832) und dem Beginn der Rahmenerzählung des Story Teller, die Hawthorne im November 1834 (ebenfalls anonym) als Passages from a Relinquished Work („Passagen aus einem aufgegebenen Werk“) veröffentlichte. In letzteren berichtet der Ich-Erzähler (genannt „Oberon,“ nach der Figur in Shakespeares Sommernachtstraum), dass ihm die Idee als Geschichtenerzähler sein Brot zu verdienen, gekommen sei, als er ein oder zwei Jahre zuvor vor einem Regenschauer in einer Schaubude Zuflucht gesucht habe, wo sich mehrere lustige „Vagabunden“ tummelten. Auch der Erzähler des Story Teller fühlt sich also zum Geschichtenerzähler berufen, auch er findet auf seiner Reise bald Begleitung, wie der Erzähler von The Seven Vagabonds bezeichnet er seine Wanderung als „Pilgerfahrt“ (pilgrimage), und beide schicken sich an, die „Wunder der Welt“ (wonders of the world) zu entdecken. Die letztlich ebenfalls im 1833er-Band des Token erschienene Erzählung The Canterbury Pilgrims hat gleichfalls einen jungen Ich-Erzähler, der zu sechs als „Pilger“ bezeichneten, zufälligen Weggefährten stößt. Das Wiederkehren der „magischen“ Zahl Sieben in beiden Geschichten deutet darauf hin, dass sie im ersten Entwurf des Story Teller eine ebenso große Bedeutung hatte wie wohl schon in den verlorenen Seven Tales of My Native Land.

## Deutungen